# Número de Sierpiński
En matemática, un número de Sierpiński es un número natural impar k tal que enteros de la forma k2n + 1 son compuestos (no son números primos) para todos los números naturales n.
En otras palabras, cuando k es un número de Sierpiński, todos los miembros del siguiente conjunto son compuestos:
{\displaystyle \left\{\,k2^{n}+1:n\in \mathbb {N} \,\right\}}
Los números en este conjunto con k impar y k < 2n son llamados números de Proth.
En 1960 Wacław Sierpiński demostró que existen infinitos números naturales impares que al ser usados como k producen números no primos.

## Problema de Sierpiński
El problema de Sierpiński consiste en averiguar cuál es el menor número de Sierpiński. 
En 1962, John Selfridge propuso lo que se conoce como la Conjetura de Selfridge: que la respuesta al problema de Sierpiński era el número 78 557. Selfridge encontró que cuando 78 557 era usado como k, todos los números resultantes pueden ser factorizados por miembros del conjunto {3, 5, 7, 13, 19, 37, 73}. En otras palabras, Selfridge demostró que 78 557 era un número de Sierpiński. 
Para mostrar que 78 557 es realmente el número de Sierpiński más pequeño, debe demostrarse que todos los números impares menores que 78 557 no son números de Sierpiński. A noviembre de 2016 solo faltan por demostrar cinco de estos números, y Seventeen or Bust, un proyecto de computación distribuida, está realizando esta tarea. Si el proyecto encuentra números primos para cada uno de estos cinco números, se habrá completado la demostración a la conjetura de Selfridge.
PrimeGrid es un proyecto de computación distribuida que tiene un subproyecto para la búsqueda de números primos de Sierpiński. Está basados en la infraestructura abierta de Berkeley para la computación en red(Boinc).

## Estado actual
La siguiente tabla muestra el estado actual a noviembre de 2016.
| #       | k      | n          | Dígitos de k·2n+1 | Fecha de descubrimiento | Encontrado por      |
| ------- | ------ | ---------- | ----------------- | ----------------------- | ------------------- |
| 1°      | 4847   | 3 321 063  | 999 744           | 15 de octubre de 2005   | Richard Hassler     |
| 2°      | 5359   | 5 054 502  | 1 521 561         | 6 de diciembre de 2003  | Randy Sundquist     |
| 3°      | 19 249 | 13 018 586 | 3 918 990         | 26 de marzo de 2007     | Konstantin Agafonov |
| 4 IGUAL | 21 181 |            |                   |                         |                     |
| 5°      | 22 699 |            |                   |                         |                     |
| 6°      | 24 737 |            |                   |                         |                     |
| 7°      | 27 653 | 9 167 433  | 2 759 677         | 8 de junio de 2005      | Derek Gordon        |
| 8°      | 28 433 | 7 830 457  | 2 357 207         | 30 de diciembre de 2004 | Anónimo             |
| 9°      | 33 661 | 7 031 232  | 2 116 617         | 13 de octubre de 2007   | Sturle Sunde        |
| 10°     | 44 131 | 995 972    | 299 823           | 6 de diciembre de 2002  | deviced (alias)     |
| 11°     | 46 157 | 698 207    | 210 186           | 26 de noviembre de 2002 | Stephen Gibson      |
| 12°     | 54 767 | 1 337 287  | 402 569           | 22 de diciembre de 2002 | Peter Coels         |
| 13°     | 55 459 |            |                   |                         |                     |
| 14°     | 65 567 | 1 013 803  | 305 190           | 3 de diciembre de 2002  | James Burt          |
| 15°     | 67 607 |            |                   |                         |                     |
| 16°     | 69 109 | 1 157 446  | 348 431           | 7 de diciembre de 2002  | Sean DiMichele      |